# Акуленко, Юлия Юрьевна
Ю́лия Ю́рьевна Аку́ленко (укр. Юлiя Юрiївна Акуленко; род. 3 июля 1977 или 3 июня 1977, Днепропетровск) — украинская легкоатлетка, специалистка по многоборьям и прыжкам в длину. Выступала на профессиональном уровне в 1995—2007 годах, обладательница серебряной медали Кубка Европы, двукратная чемпионка Украины, победительница и призёрка ряда крупных международных стартов, участница летних Олимпийских игр в Афинах. Мастер спорта Украины международного класса.

## Биография
Юлия Акуленко родилась 3 июня (по другим данным 3 июля) 1977 года в Днепропетровске, Украинская ССР.
Впервые заявила о себе в лёгкой атлетике на международном уровне в сезоне 1995 года, когда вошла в состав украинской сборной и выступила на юниорском европейском первенстве в Ньиредьхазе, где в зачёте семиборья заняла 14-е место.
В 1996 году на юниорском мировом первенстве в Сиднее стала пятой в прыжках в длину, тогда как в семиборье досрочно завершила выступление.
В 1997 году в семиборье была второй в первой лиге Кубка Европы в Таллине и на впервые проводившемся молодёжном европейском первенстве в Турку. Будучи студенткой, представляла Украину на Всемирной Универсиаде в Сицилии, где заняла 13-е место.
На молодёжном европейском первенстве 1999 года в Гётеборге показала восьмой результат в прыжках в длину и девятый результат в семиборье.
В 2000 году среди прочего заняла 23-е место на Кубке Европы по легкоатлетическим многоборьям в Оулу.
В 2001 году была 11-й на Всемирной Универсиаде в Пекине.
В 2002 году выиграла зимний чемпионат Украины в Броварах в прыжках в длину, на чемпионате Европы в помещении в Вене стала девятой в пятиборье, установив при этом свой личный рекорд — 4236 очков.
В 2003 году прыгала в длину на Всемирной Универсиаде в Тэгу, показала девятый результат.
В 2004 году в семиборье с личным рекордом 6203 одержала победу на чемпионате Украины в Киеве. Благодаря череде успешных выступлений удостоилась права защищать честь страны на летних Олимпийских играх в Афинах — здесь в сумме семиборья набрала 5996 очков, расположившись в итоговом протоколе соревнований на 23-й строке.
В 2005 году вновь выиграла чемпионат Украины в Киеве. На Кубке мира в Быдгоще стала шестой в личном зачёте семиборья и тем самым помогла соотечественницам выиграть серебряные медали командного зачёта. На чемпионате мира в Хельсинки досрочно завершила выступление.
В 2006 году в пятиборье была третьей на зимнем чемпионате Украины в Сумах.
Завершила спортивную карьеру по окончании сезона 2007 года.
За выдающиеся спортивные достижения удостоена почётного звания «Мастер спорта Украины международного класса».